# 58 d'Andròmeda
58 d'Andròmeda (58 Andromedae) és una estrella de la constel·lació d'Andròmeda. Té una magnitud aparent de 4,78.